# Calycomyza richardsi
Calycomyza richardsi este o specie de muște din genul Calycomyza, familia Agromyzidae, descrisă de Spencer în anul 1963. Conform Catalogue of Life specia Calycomyza richardsi nu are subspecii cunoscute.